# 孔明棋

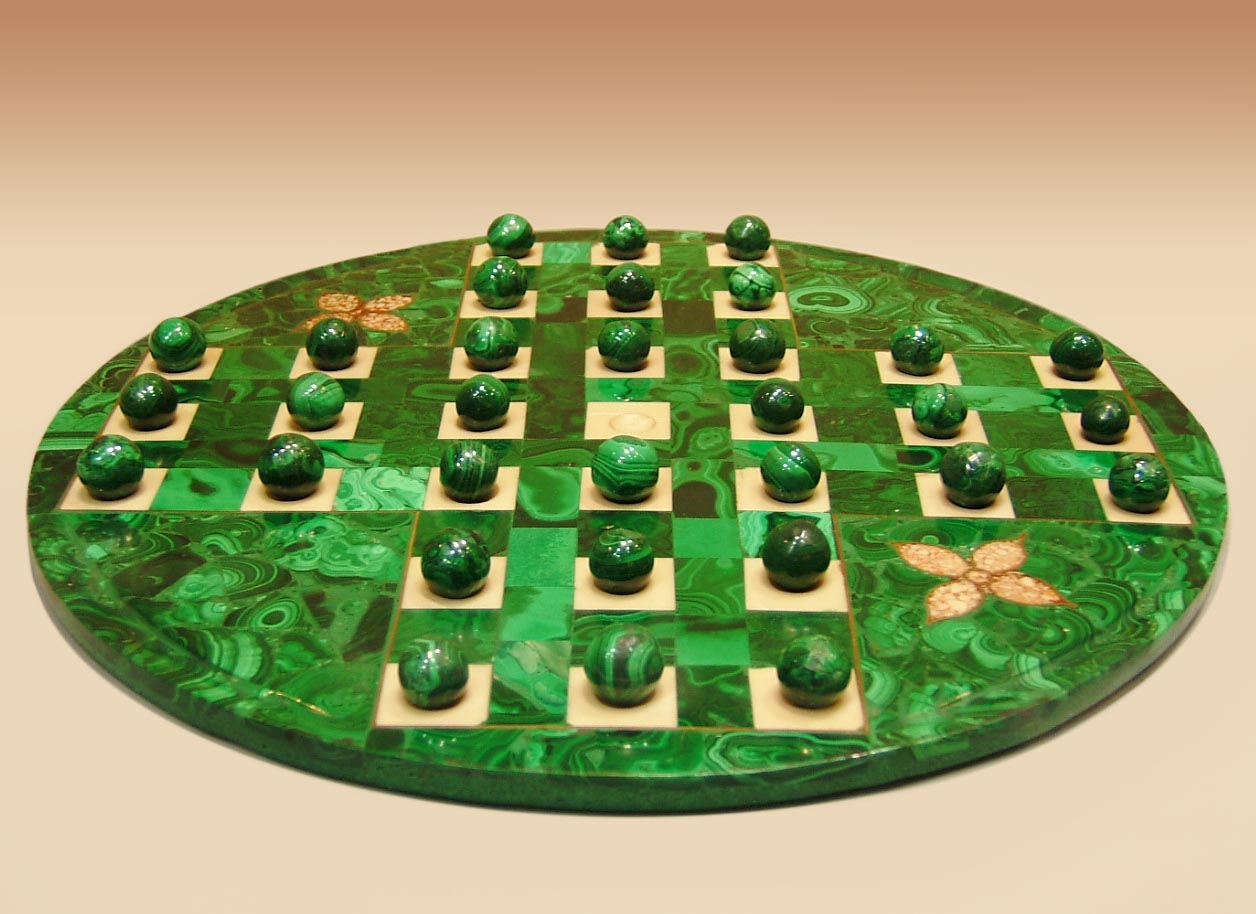
英式獨立鑽石棋棋盤

孔明棋（英語：Peg solitaire）亦稱单身贵族及独立钻石棋。

## 發明

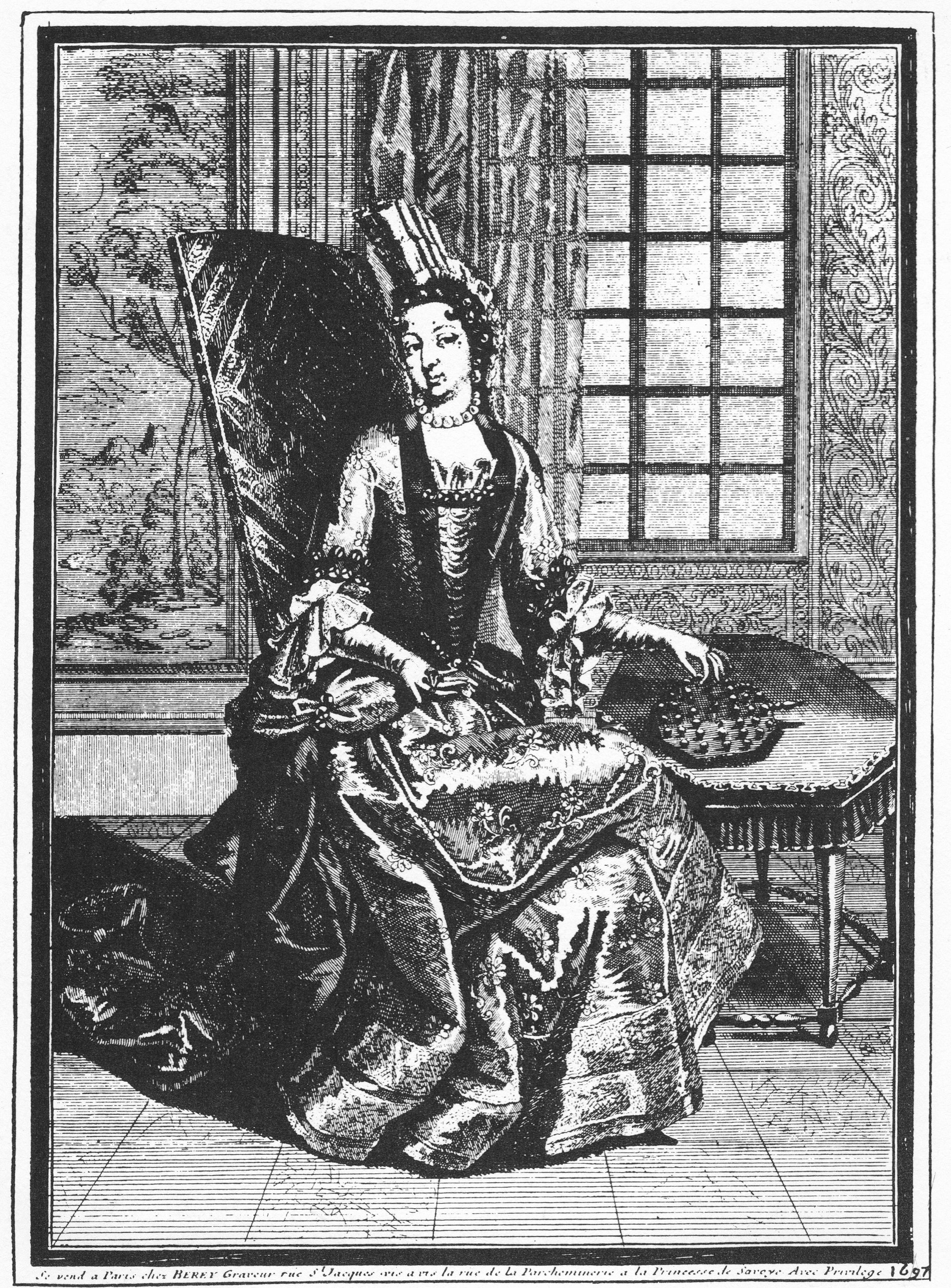
1697畫作，為Anne de Rohan-Chabot在玩法式獨立鑽石棋。

十七世紀時歐洲就有獨立鑽石棋。

## 游戏规则
游戏玩法似中國跳棋，但不能走步，只能跳。棋子只能跳过相邻的棋子到空位上，并且把被跳过的棋子吃掉。棋子可以沿格线横、纵方向跳，但是不能斜跳，剩下越少棋子越好。

## 西方的評級
最後剩下6隻或以上棋子是「一般」；最後剩下5隻棋子是「頗好」；剩下4隻棋子是「很好」；剩下3隻棋子是「聰明」；剩下2隻棋子是「尖子」；剩下1隻棋子是「大師」；最後剩下1隻，而且在正中央是「天才」。